# Grutas de Alvados e Grutas de Santo António
As Grutas de Alvados (descobertas em 1964) e as Grutas de Santo António (descobertas em 1955) situadas em Alvados, no Município de Porto de Mós, apesar de surgirem tão perto uma da outra em pleno Parque Natural das Serras de Aire e Candeeiros e de integrarem o Maciço Calcário da Estremadura do Sistema Montejunto-Estrela, são de facto bastante diferentes entre si e têm características muito particulares que as distinguem umas das outras e por essa razão o público que as visita quase sempre escolhe o programa especial "visita conjunta" que abrange uma visita única e simultânea a ambas as grutas.
Com mais de 50 000 anos, as Grutas de Alvados destacam-se pelos contínuos corredores que se abrem inesperadamente em pequenas salas desniveladas e vários lagos naturais, para além dos seus inúmeros túneis interrompidos por profundos algares característicos na região.
As Grutas de Santo António impressionam pela sua sala monumental percorrida por pequenos cursos de água e lagos naturais, com temperaturas entre os 16 °C e 18 graus Celsius, totalmente recheada de estalactites e estalagmites, constituindo ambas as grutas uma extraordinária obra da natureza, que nos convida a mergulhar numa aventura e num imaginário natural cujas diferenças adultos e crianças tentarão desvendar.